# ウリ・ヘーネス
ウリ・ヘーネス（Uli Hoeneß, 1952年1月5日 - ）は、ドイツ・バーデン＝ヴュルテンベルク州ウルム出身の元サッカー選手。元西ドイツ代表。選手時代のポジションはフォワード。元サッカー選手のディーター・ヘーネスは実弟、サッカー指導者のセバスティアン・ヘーネスは甥にあたる。
現役時代は、FCバイエルン・ミュンヘンの選手として知られ、引退後も同クラブの重職を歴任した。現在は、バイエルン・ミュンヘン名誉会長。

## 来歴

### クラブ

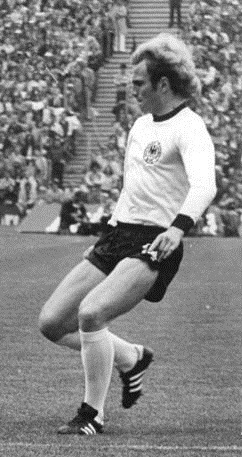
現役時代（1970年代）

1952年、ドイツ南部の小都市ウルムで生まれる。1959年、アマチュアクラブのVfBウルムで選手生活を開始し、1965年にSSVウルム1846に移籍する。
1970年、ウド・ラテック監督に認められ、18歳にしてブンデスリーガのバイエルン・ミュンヘンへ移籍する。在籍した8年半で、4度のリーグ制覇、4度のDFBポカール、1度のUEFAチャンピオンズカップ、1度のインターコンチネンタルカップ制覇を経験。1974年のUEFAチャンピオンズカップ決勝再試合のアトレティコ・マドリード戦では2得点を挙げ、4-0での勝利に貢献した。しかし、翌1975年の同大会決勝のリーズ・ユナイテッドFC戦で膝を痛め、これが選手生活を縮めた。
1978年、1.FCニュルンベルクにレンタル移籍し、怪我からの復活を目指したが、翌1979年に27歳で引退した。ブンデスリーガ通算250試合出場86得点。

### 西ドイツ代表
1972年3月29日のハンガリー戦で西ドイツ代表デビュー。1976年までに35試合出場5得点を記録した。バイエルン・ミュンヘンから選出された6人の選手の一人として1972年のUEFA欧州選手権1972、1974年のFIFAワールドカップ・西ドイツ大会制覇に貢献した。しかし、UEFA欧州選手権1976決勝のチェコスロバキア戦のPK戦では、4人目のキッカーとしてシュートをクロスバーの上に外し、ドイツ敗退の要因となった。
また、1972年までプロ契約を結ばずアマチュア契約であったため、オットマー・ヒッツフェルトらと共に西ドイツ五輪代表として1972年のミュンヘンオリンピックへ出場が許可された。準々決勝の東ドイツ戦では1得点を挙げたが、試合は2-3で敗れ、メダル獲得は成らなかった。なお、この試合は東西ドイツのナショナルチームが対戦した初のケースでもあった。

### 引退後
引退後の1979年からバイエルン・ミュンヘンのゼネラルマネージャーに就任すると、クラブの財政状況を大きく安定させ、数多くのタイトルを獲得する支援となった。収益は約20倍に増加し、クラブ会員数は100倍に増加するなど、クラブを世界でも2番目に多くの会員数を有するサッカークラブへと成長させた。また2005年には約370億円の予算を投じクラブが所有するサッカー専用スタジアム（アリアンツ・アレーナ）を建設した。このスタジアムは2006年の2006 FIFAワールドカップの会場の一つとなった。2009年11月28日、フランツ・ベッケンバウアーが名誉会長職に退くことに伴い、クラブの年次総会にて新会長に選出された。
1982年2月に飛行機事故に遭遇し、3人の友人を亡くしている。

### 脱税
2013年3月20日、スイスの銀行口座に資金を隠した脱税の疑いで逮捕され、7月30日にミュンヘン地方裁判所に起訴された。
2014年3月14日、ミュンヘン地方裁判所において、2850万ユーロ（約40億円）の脱税の罪で禁錮3年6月の有罪判決を受けた。控訴などはせず、そのまま刑が確定し、判決の翌日にバイエルン・ミュンヘン会長職を辞任、同月中に収監された。
刑務所では模範囚であったことから、2015年からは半自由拘禁囚となり、2016年2月29日、バイエルン州の規定により刑期が半減され、出所した。

### 復職
半自由拘禁囚となってから段階的にバイエルン・ミュンヘンの職務に復帰していたが、友人であり後任の会長を務めていたカール・ホプフナーもヘーネスが復職の意思を示した場合は、退任すると事前に話していた。2016年8月、ヘーネス本人が11月の会長選挙への立候補を表明、ホプフナーも出馬を辞退したことから11月25日の会長選挙にて唯一の候補者として98％の賛成票を得て再選出、バイエルン・ミュンヘン会長に復職した。
2019年、自身の任期満了に伴う次期会長選挙に出馬しないことを表明、同年11月をもって会長職から退任した。後任はクラブの相談役でアディダスCEOなどを歴任したヘルベルト・ハイナーが選出、ヘーネスは名誉会長に就任している。